# Fresnay-sur-Sarthe
Pour les articles homonymes, voir Fresnay.
Fresnay-sur-Sarthe [fʁɛnɛ syʁ saʁt], nommée Fresnay-le-Vicomte avant la révolution, est une commune nouvelle française résultant de la fusion — au 1er janvier 2019 — des communes de Coulombiers, Fresnay-sur-Sarthe (commune déléguée) et Saint-Germain-sur-Sarthe, située dans le département de la Sarthe, en région Pays de la Loire. Elle est peuplée de 2 909 habitants.
La commune est créée au 1er janvier 2019 par un arrêté préfectoral du 30 novembre 2018. Son chef-lieu est fixé à Fresnay-sur-Sarthe (commune déléguée).
Une rectification des limites communales au lieu-dit Valépée (point de rencontre entre les communes de Fresnay-sur-Sarthe, Saint-Germain-sur-Sarthe, Saint-Aubin-de-Locquenay et Saint-Ouen-de-Mimbré) a été nécessaire pour assurer la continuité territoriale.
La commune fait partie de la province historique du Maine.

## Géographie

### Localisation
La commune est située à environ 17 km au sud d'Alençon.
| Assé-le-Boisne           | Saint-Ouen-de-Mimbré Fyé | Rouessé-Fontaine |
|                          | Fresnay-sur-Sarthe       | Chérancé         |
| Saint-Aubin-de-Locquenay | Moitron-sur-Sarthe       | Piacé            |

### Hydrographie
La commune est traversée par la Sarthe.

### Climat
Pour des articles plus généraux, voir Climat des Pays de la Loire et Climat de la Sarthe.
En 2010, le climat de la commune est de type climat océanique dégradé des plaines du Centre et du Nord, selon une étude du CNRS s'appuyant sur une série de données couvrant la période 1971-2000. En 2020, Météo-France publie une typologie des climats de la France métropolitaine dans laquelle la commune est dans une zone de transition entre le climat océanique et le climat océanique altéré et est dans une zone de transition entre les régions climatiques « Normandie (Cotentin, Orne) » et « Moyenne vallée de la Loire ».
Pour la période 1971-2000, la température annuelle moyenne est de 11 °C, avec une amplitude thermique annuelle de 13,8 °C. Le cumul annuel moyen de précipitations est de 719 mm, avec 12,2 jours de précipitations en janvier et 7,3 jours en juillet. Pour la période 1991-2020, la température moyenne annuelle observée sur la station météorologique installée sur la commune est de 11,9 °C et le cumul annuel moyen de précipitations est de 695,6 mm,. Pour l'avenir, les paramètres climatiques de la commune estimés pour 2050 selon différents scénarios d'émission de gaz à effet de serre sont consultables sur un site dédié publié par Météo-France en novembre 2022.
| Mois                                  | jan.           | fév.          | mars          | avril         | mai           | juin          | jui.         | août          | sep.          | oct.          | nov.          | déc.          | année    |
| ------------------------------------- | -------------- | ------------- | ------------- | ------------- | ------------- | ------------- | ------------ | ------------- | ------------- | ------------- | ------------- | ------------- | -------- |
| Température minimale moyenne (°C)     | 2,2            | 1,8           | 3,3           | 5,2           | 8,4           | 11,7          | 13,2         | 12,8          | 10,4          | 8,3           | 5,2           | 2,4           | 7,1      |
| Température moyenne (°C)              | 5              | 5,4           | 8             | 11            | 14            | 17,7          | 19,5         | 19            | 16,5          | 12,7          | 8,5           | 5,4           | 11,9     |
| Température maximale moyenne (°C)     | 7,9            | 9,1           | 12,7          | 16,9          | 19,7          | 23,6          | 25,8         | 25,3          | 22,6          | 17,1          | 11,8          | 8,4           | 16,7     |
| Record de froid (°C) date du record   | −12,5 08.01.10 | −13 12.02.12  | −10 01.03.05  | −5,5 11.04.03 | −0,8 06.05.19 | 2,4 01.06.06  | 5,4 04.07.08 | 4 24.08.05    | 2,1 30.09.21  | −3,5 29.10.03 | −5,7 30.11.10 | −8,3 04.12.10 | −13 2012 |
| Record de chaleur (°C) date du record | 17,5 27.01.03  | 19,7 27.02.19 | 24,2 31.03.21 | 28,3 20.04.18 | 31,4 27.05.05 | 38,3 29.06.19 | 40 25.07.19  | 39,5 10.08.03 | 34,6 14.09.20 | 29,5 02.10.23 | 21,3 01.11.15 | 16,3 17.12.15 | 40 2019  |
| Précipitations (mm)                   | 68,8           | 49,3          | 56,7          | 43,8          | 68,3          | 55,1          | 46,6         | 54,5          | 36,6          | 70            | 71,1          | 74,8          | 695,6    |

## Urbanisme

### Typologie
Au 1er janvier 2024, Fresnay-sur-Sarthe est catégorisée bourg rural, selon la nouvelle grille communale de densité à sept niveaux définie par l'Insee en 2022.
Elle appartient à l'unité urbaine de Fresnay-sur-Sarthe, une agglomération intra-départementale regroupant deux  communes, dont elle est ville-centre,,. Par ailleurs la commune fait partie de l'aire d'attraction d'Alençon, dont elle est une commune de la couronne,. Cette aire, qui regroupe 89 communes, est catégorisée dans les aires de 50 000 à moins de 200 000 habitants,.

### Logement
En 2020, le nombre total de logements dans la commune était de 1 817, alors qu'il était de 1 802 en 2014 et de 1 781 en 2009.
Parmi ces logements, 75,2 % étaient des résidences principales, 6,7 % des résidences secondaires et 18,2 % des logements vacants. Ces logements étaient pour 85,1 % d'entre eux des maisons individuelles et pour 13,2 % des appartements.
Le tableau ci-dessous présente la typologie des logements à Fresnay-sur-Sarthe en 2020 en comparaison avec celle de la Sarthe et de la France entière. Une caractéristique marquante du parc de logements est ainsi une proportion de logements vacants (18,2 %) supérieure à celle du département (9,1 %) et à celle de la France entière (8,2 %). Concernant le statut d'occupation des résidences principales, 64,8 % des habitants de la commune sont propriétaires de leur logement (63,4 % en 2014), contre 64,6 % pour la Sarthe et 57,5 pour la France entière.
| Typologie                                               | Fresnay-sur-Sarthe | Sarthe | France entière |
| ------------------------------------------------------- | ------------------ | ------ | -------------- |
| Résidences principales (en %)                           | 75,2               | 86,2   | 82,1           |
| Résidences secondaires et logements occasionnels (en %) | 6,7                | 4,8    | 9,7            |
| Logements vacants (en %)                                | 18,2               | 9,1    | 8,2            |

## Toponymie
Elle reprend le nom de la plus peuplée des anciennes communes.

## Histoire
Il convient de se reporter aux articles consacrés aux trois anciennes communes fusionnées : Coulombiers, Fresnay-sur-Sarthe et Saint-Germain-sur-Sarthe.

## Politique et administration

### Liste des maires
| Période      | Période                    | Identité                  | Étiquette | Qualité                                                              |
| ------------ | -------------------------- | ------------------------- | --------- | -------------------------------------------------------------------- |
| janvier 2019 | En cours (au 22 juin 2020) | Fabienne Labrette-Ménager | LR        | Conseillère départementale du canton de Sillé-le-Guillaume (2015 → ) |

### Communes déléguées
| Nom                                           | Code Insee | Intercommunalité                | Superficie (km2) | Population (dernière pop. légale) | Densité (hab./km2) |
| --------------------------------------------- | ---------- | ------------------------------- | ---------------- | --------------------------------- | ------------------ |
| Fresnay-sur-Sarthe (commune déléguée) (siège) | 72138      | CC Haute Sarthe Alpes Mancelles | 2,1              | 1 984 (2016)                      | 945                |
| Coulombiers                                   | 72097      | CC Haute Sarthe Alpes Mancelles | 12,34            | 476 (2016)                        | 39                 |
| Saint-Germain-sur-Sarthe                      | 72284      | CC Haute Sarthe Alpes Mancelles | 14,76            | 566 (2016)                        | 38                 |

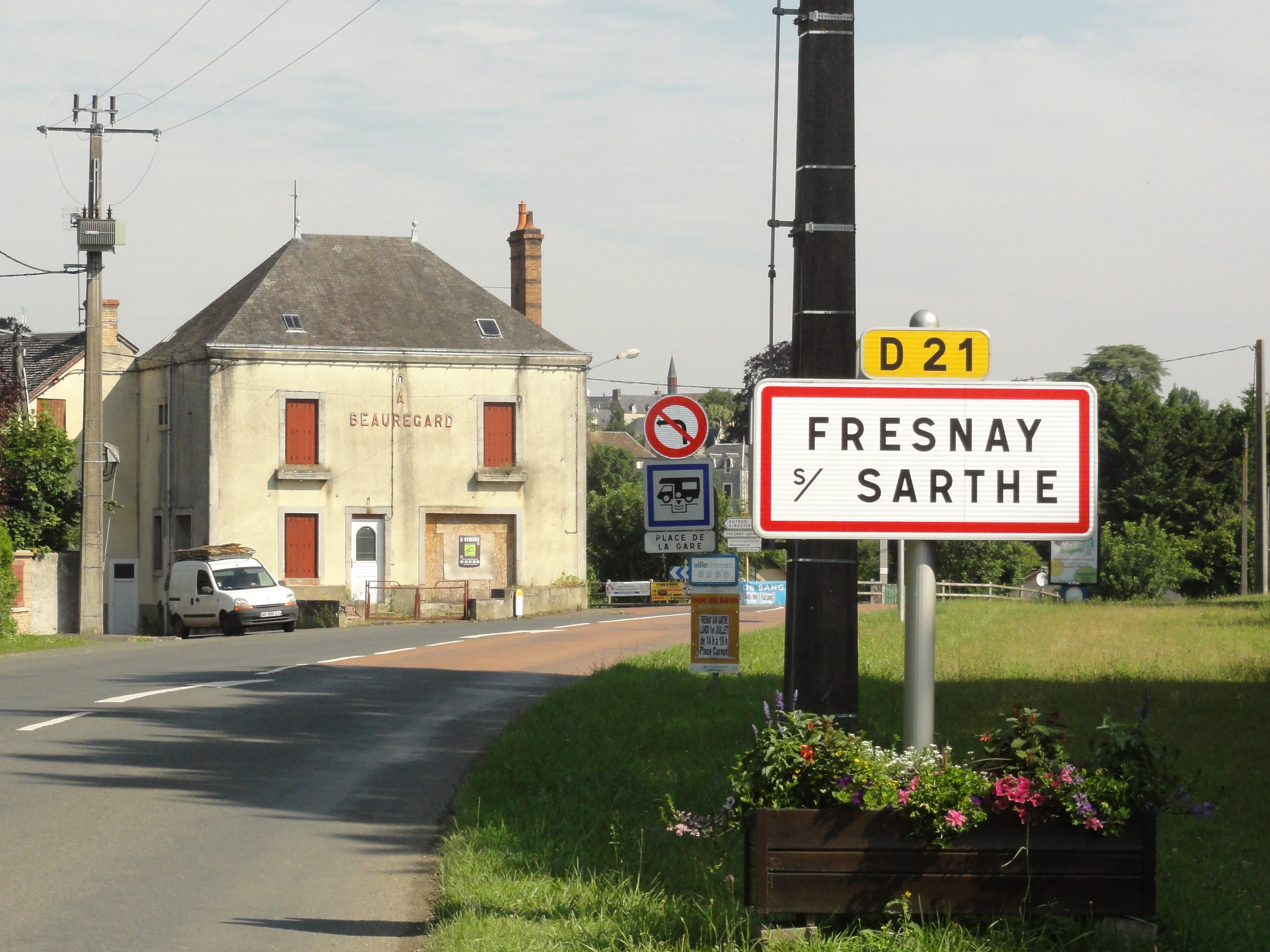
Entrée de Fresnay-sur-Sarthe .
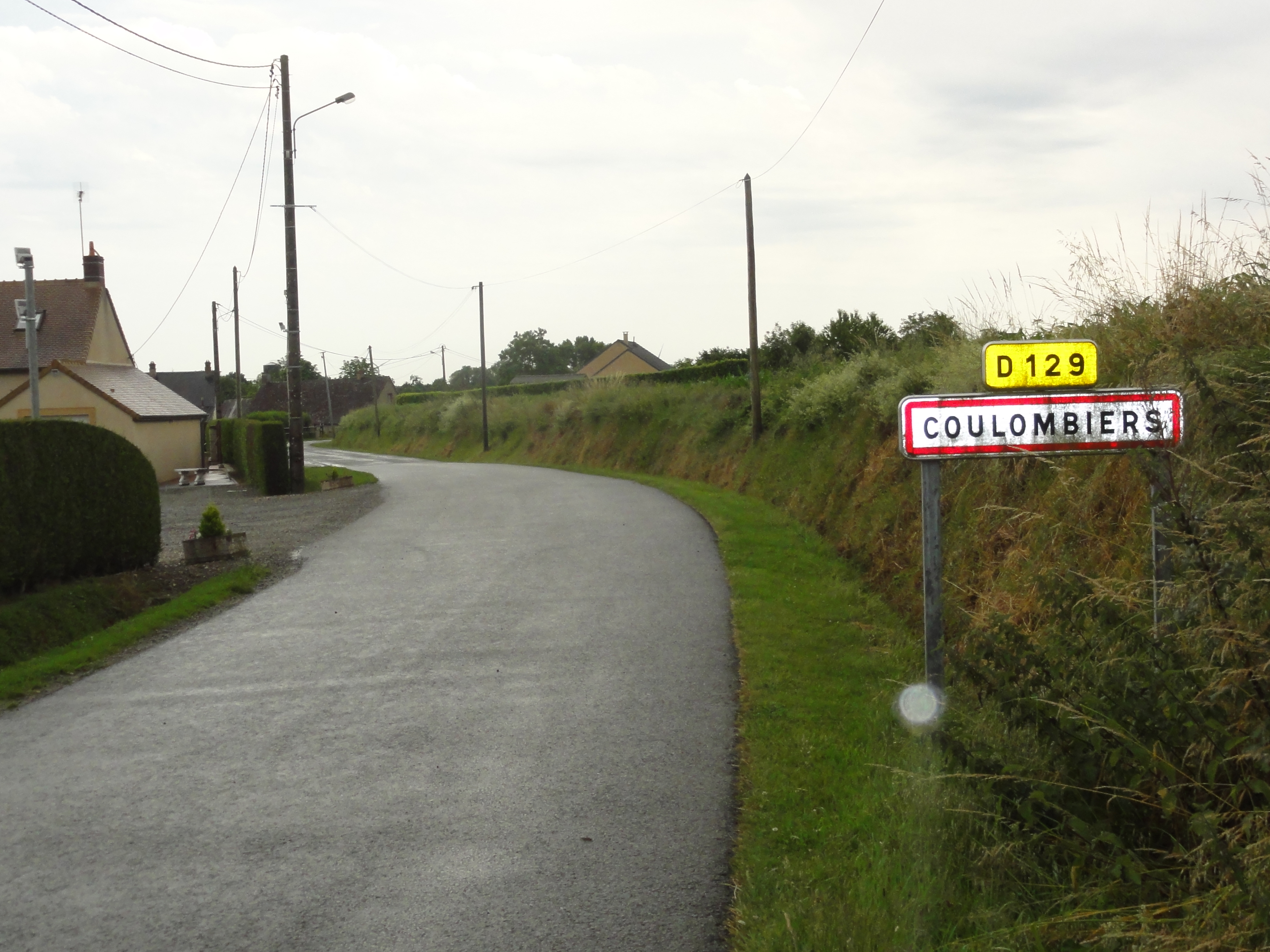
Entrée de Coulombiers.
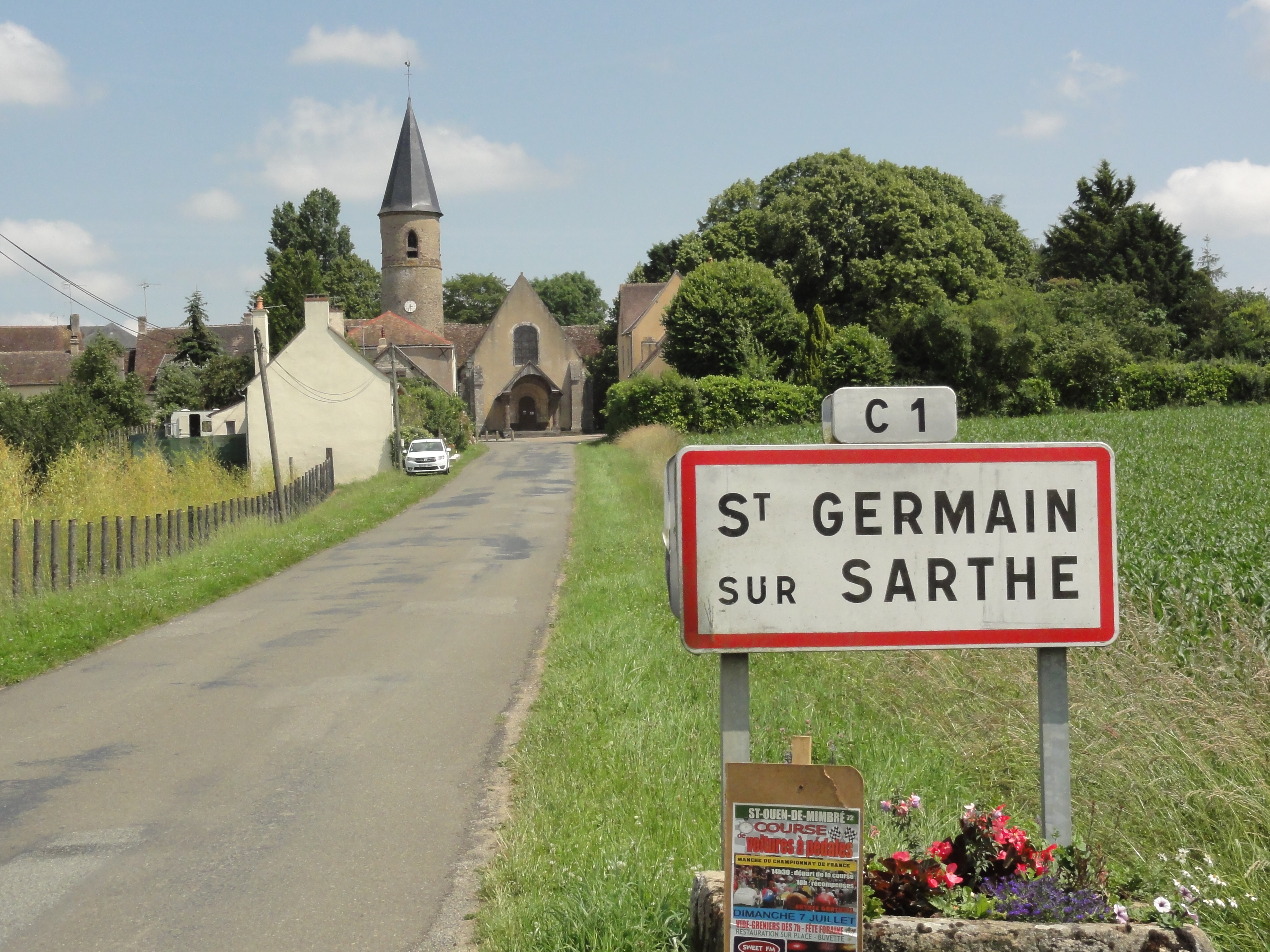
Entrée de Saint-Germain-sur-Sarthe.

## Population et société

### Démographie

#### Évolution démographique
L'évolution du nombre d'habitants est connue à travers les recensements de la population effectués dans la commune depuis sa création.

En 2022, la commune comptait 2 909 habitants, en évolution de −3,87 % par rapport à 2016 (Sarthe : −0,25 %, France hors Mayotte : +2,11 %).
| 2016  | 2021  | 2022  |
| ----- | ----- | ----- |
| 3 026 | 2 889 | 2 909 |

#### Pyramide des âges
La population de la commune est relativement âgée. En 2020, le taux de personnes d'un âge inférieur à 30 ans s'élève à 27,8 %, soit un taux inférieur à la moyenne départementale (34,4 %). À l'inverse, le taux de personnes d'un âge supérieur à 60 ans (39,9 %) est supérieur au taux départemental (28,7 %).
En 2020, la commune comptait 1 279 hommes pour 1 592 femmes, soit un taux de 55,45 % de femmes, supérieur au taux départemental (51,35 %).
Les pyramides des âges de la commune et du département s'établissent comme suit :
| Hommes | Classe d’âge | Femmes |
| ------ | ------------ | ------ |
| 2      | 90 ou +      | 5,5    |
| 12,4   | 75-89 ans    | 16,7   |
| 21,3   | 60-74 ans    | 21,1   |
| 18,7   | 45-59 ans    | 16,7   |
| 16     | 30-44 ans    | 13,5   |
| 13,8   | 15-29 ans    | 12,6   |
| 15,8   | 0-14 ans     | 13,9   |

| Hommes | Classe d’âge | Femmes |
| ------ | ------------ | ------ |
| 1      | 90 ou +      | 2,3    |
| 7,9    | 75-89 ans    | 10,6   |
| 17,8   | 60-74 ans    | 18,6   |
| 20,2   | 45-59 ans    | 19,3   |
| 17,1   | 30-44 ans    | 16,8   |
| 17,3   | 15-29 ans    | 15,6   |
| 18,7   | 0-14 ans     | 16,8   |

## Économie

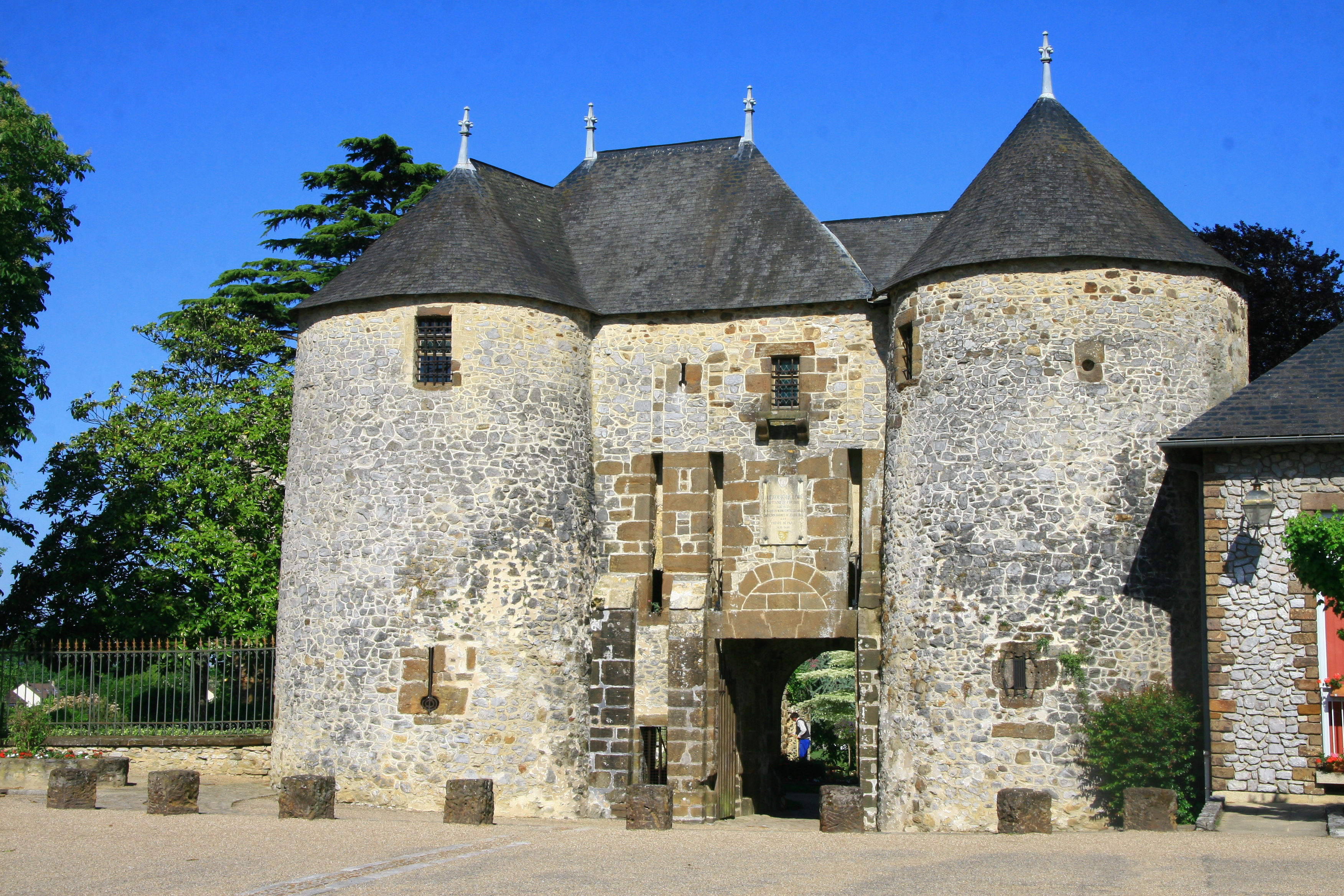
Châtelet de l'ancien château de Fresnay-sur-Sarthe.

Il convient de se reporter aux articles consacrés aux anciennes communes fusionnées.

## Culture locale et patrimoine
Il convient de se reporter aux articles consacrés aux anciennes communes fusionnées.